# Złamanie obojczyka (neonatologia)
Złamanie obojczyka w neonatologii – przerwanie ciągłości obojczyka u noworodka.

## Epidemiologia
Jest to najczęstsze z uszkodzeń układu kostno-stawowego u noworodka (stanowi 90% tych uszkodzeń), a także najczęściej występujące powikłanie porodu dużego płodu bądź porodu z nieprawidłowym wytoczeniem na zewnątrz tylnego barku rodzącego się płodu. Wynika wtedy z nieprawidłowego ustawienia barku przedniego z zaczepieniem o spojenie łonowe, co powoduje powstanie mechanizmu dźwigni.
Złamanie to może mieć postać złamania zielonej gałązki. Częściej zdarza się wtedy w środkowej bądź bocznej części obojczyka.

## Objawy
Złamanie obojczyka wyczuwa się palpacyjnie. Badanie to ujawnia poruszanie się odłamów kostnych. W kilka dni po złamaniu pojawia się odczyn okostnowy odpowiadający wyczuwalnemu zgrubieniu. Odczyn ten wiąże się z procesami naprawczymi złamanej kości.

## Postępowanie
Złamanie obojczyka nie musi zostać unieruchomione. Konieczna jest natomiast delikatna pielęgnacja i unieruchomienie kończyny górnej. Należy również zwrócić uwagę na możliwe objawy porażenia nerwów kończyny i w razie potrzeby wdrożyć rehabilitację.

## Powikłania
Jednym z najczęstszych powikłań tego złamania jest porażenie splotu barkowego. Wyróżnia się dwa rodzaje tego powikłania neurologicznego:
- porażenie Erba, które dotyczy nerwów o korzeniach C5–C6, a klinicznie wiąże się z porażeniem proksymalnej części kończyny górnej z pronacją
- porażenie Klumpkego, które obejmuje nerwy pochodzące z C7–Th9 i objawia się porażeniem dystalnej części kończyny górnej z opadaniem dłoni ku dołowi i palcami tworzącymi rękę położnika.

## Rokowanie
Nierozpoznane złamanie obojczyka może skutkować trwałym kalectwem.